# Кристиян Нобоа
Кристиан Нобоа е еквадорски футболист, играещ за Зенит и еквадорския национален отбор.

## Кариера
Кариерата му започва в Емелек. През 2006 става вицешампион на страната. В началото на 2007 г. пристига на проби в Рубин Казан и е одобрен от треньорът Курбан Бердиев. Дебютира срещу ФК Ростов, като вкарва и гол. Това попадение остава единственото му през 2007 г. През сезон 2008 формата му значително се подобрява. Поради наличието на Сергей Семак и Макбет Сибая в средата на терена, Нобоа действа като десен полузащитник и помага на казанци да спечелят шампионската титла. Силните му игри му спечелват и място в националния отбор. През 2009 г. вкарва 2 гола в 22 мача и отново става шампион на Русия. През сезон 2010 става втори капитан на Рубин и поради тежката травма на Роман Шаронов е с капитаската лента почти целият сезон.
През януари 2012 г. преминава в Динамо Москва. В мач срещу Спартак Москва си отбелязва автогол. Изиграва 78 мача и вкарва 12 гола за „синьо-белите“. В началото на 2015 г. преминава в ПАОК със свободен трансфер. През лятото на 2015 г. се завръща в Русия, като облича екипа на ФК Ростов. Нобоа изиграва основна роля за спечелването на второто място в РФПЛ през сезон 2015/16 и участието в груповата фаза в Шампионската лига.